# Anarchokapitalizm

Flaga anarchokapitalistów

Anarchokapitalizm (znany również jako „akap” lub „ankap”) – libertariański i indywidualistyczny system polityczny, który opowiada się za eliminacją monopolu usług państwa na rzecz prywatnych agencji ochrony na wolnym rynku. Twórcą tego terminu jest amerykański ekonomista, historyk i teoretyk polityczny Murray Rothbard. W społeczeństwie anarchokapitalistycznym egzekwowanie prawa, sądy i wszystkie inne usługi bezpieczeństwa byłyby zapewniane przez prywatne podmioty gospodarcze, takie jak prywatne agencje ochrony. Pomimo swojej nazwy, anarchokapitalizm przeważnie nie jest uznawany za formę anarchizmu.
Anarchokapitaliści opowiadają się za społeczeństwem opartym na dobrowolnej wymianie dobrami i usługami (w tym pieniądzem, dobrami konsumpcyjnymi, gruntami i dobrami inwestycyjnymi). Uznają także działalność charytatywną i wspólnotową za część działań dobrowolnych (nieagresywnych). Chociaż anarchokapitaliści są znani z tego, że domagają się prawa do własności prywatnej (zindywidualizowanej lub wspólnej niepublicznej), niektórzy proponują, że niepaństwowa własność publiczna lub wspólnota może również istnieć w społeczeństwie anarchokapitalistycznym. Istotne jest dla nich, iż jest ona nabywana i przekazywana bez pomocy lub przeszkody ze strony państwa. Anarchokapitalistyczni libertarianie uważają, że jedynym sprawiedliwym lub najkorzystniejszym ekonomicznie sposobem nabycia własności jest dobrowolny handel, darowizna lub pierwotne zawłaszczanie oparte na pracy, a nie agresja lub oszustwo.
Anarchokapitaliści postrzegają kapitalizm wolnorynkowy jako podstawę wolnego i dostatniego społeczeństwa. Według Rothbarda różnica między wolnorynkowym kapitalizmem a „państwowym kapitalizmem” jest jak różnica między „pokojową, dobrowolną wymianą” a zmawiającym się partnerstwem między biznesem a rządem, który używa przymusu, aby podkopać wolny rynek. „Kapitalizmu”, zgodnie z definicją anarchokapitalistów, nie należy mylić z państwowym kapitalizmem, kapitalizmem kolektywnym, korporacjonizmem lub współczesnymi gospodarkami mieszanymi, w których naturalne zachęty i czynniki zniechęcające do rynku są wypaczane przez interwencję państwa. Opowiadają się za utrzymaniem i sprywatyzowaniem wszystkich funkcji państwa, opierając się na przekonaniu, że państwa są agresywnymi bytami „kradnącymi własność” (określenie, które anarchokapitaliści wykorzystują wobec opodatkowania i wywłaszczenia), inicjują agresję, są „przymusowym monopolem na użycie siły”, wykorzystywanym, by przynieść korzyści wybranym przedsiębiorstwom i osobom fizycznym kosztem innych, „tworzyć monopole”, ograniczenia handlu i ograniczenia wolności osobistych – między innymi za pomocą prawa antynarkotykowego, obowiązkowej edukacji, poboru do wojska, przepisów dotyczących żywności. Uścisk nieskrępowanego kapitalizmu prowadzi do znacznego napięcia między anarchokapitalistami i anarchistami, którzy postrzegają kapitalizm i wolny rynek jako tylko innego rodzaju autorytety. Anarchiści na ogół uważają anarchokapitalizm za wewnętrznie sprzeczny z definicji i oksymoron.

## Filozofia anarchokapitalizmu

### Aksjomat nieagresji
Anarchokapitalizm – sformułowany przez Rothbarda i innych – silnie trzyma się centralnego, libertariańskiego aksjomatu nieagresji:

Podstawowy aksjomat libertariańskiej teorii politycznej głosi, że każdy człowiek jest właścicielem, posiadającym absolutną jurysdykcję nad własnym ciałem. W efekcie oznacza to, że nikt inny nie może słusznie najechać lub napadać na kogoś innego. Wynika z tego, że każda osoba ma prawo przywłaszczenia jedynie zasobów niebędących cudzą własnością. Z bliźniaczych aksjomatów – „samoposiadania” i „homesteadingu” – wynika uzasadnienie dla całego systemu praw własności w „społeczeństwie wolnego rynku”. System ten ustanawia prawo każdego człowieka do swojej osoby, prawa darowizny, zapisu (i jednocześnie prawo do otrzymania spadku) oraz prawo do wymiany tytułów własności.

Zasadność aksjomatu „samoposiadania” Rothbard argumentował poprzez odrzucenie założeń alternatywnych (jedna grupa ludzi należy do innej grupy, każdy należy do każdego lub nikt nie należy do nikogo). Rothbard odrzuca powyższe alternatywy, ponieważ nie są one uniwersalne ani niezależne od miejsca i czasu. Jedyną alternatywą, jaka pozostaje, jest „samoposiadanie”, które według niego jest zarówno aksjomatyczne, jak i uniwersalne.
Ogólnie rzecz biorąc, aksjomat nieagresji można uznać za zakaz inicjowania agresji (rozumianej jako fizyczną napaść na ciało i/lub mienie) lub groźby użycia siły wobec osób (tj. bezpośredniej przemocy, napadu, morderstwa) lub mienia (tj. oszustwa, włamania, kradzieży, opodatkowania). „Zapoczątkowanie użycia siły” rozumiane jest zazwyczaj jako akt agresji lub przymusu. Różnica między anarchokapitalistami a innymi libertarianami polega w znacznej mierze na stopniu zaakcentowania tego aksjomatu. Zwolennicy państwa minimum, stanowiący zazwyczaj większość członków partii libertariańskich, optują za pozostawieniem państwa w jakiejś mniejszej i mniej inwazyjnej formie, pozostawiając w ostateczności takie jego organy jak policja, sądy i wojsko. Natomiast anarchokapitaliści odrzucają wszelką formę państwowej interwencji, definiując państwo jako monopol na przymus i – z uwagi iż państwo jest jedynym bytem w społeczeństwie uzyskującym swoje zyski z zalegalizowanej agresji – jako twór z samej swej natury naruszający swym istnieniem aksjomat nieagresji – będący centralnym aksjomatem ideologii libertariańskiej.

## Główni przedstawiciele

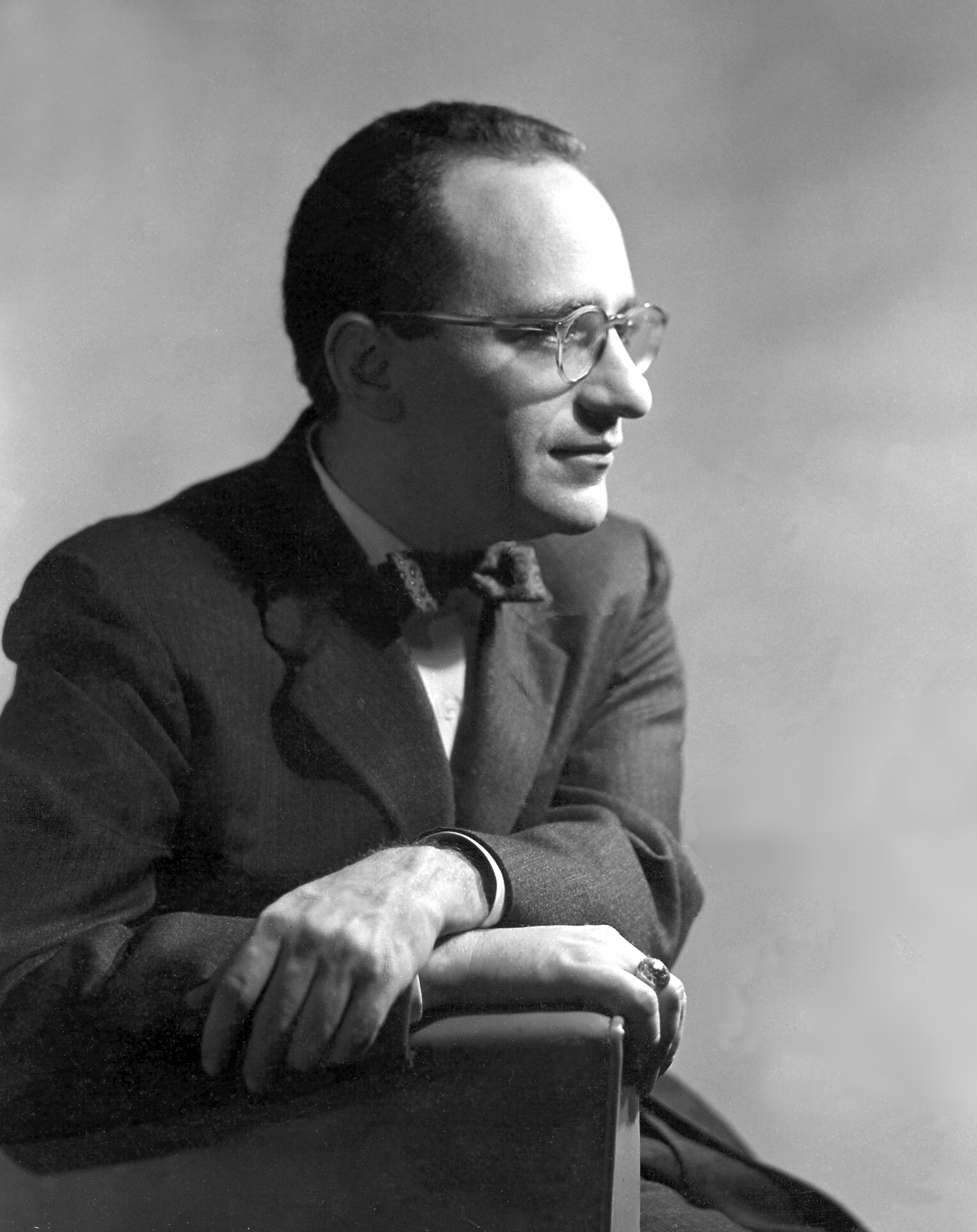
Murray Rothbard

Murray Rothbard (jego dwuznaczna postawa wobec metod parlamentarnych spowodowała rozłam w ruchu anarchokapitalistycznym i wyłonienie się odłamu tzw. agorystów), Linda i Morris Tannehill (którzy nigdy nie zdeklarowali się jako anarchiści), Hans-Hermann Hoppe, David Friedman, Karl Hess, Samuel Edward Konkin, Robert LeFevre, Roderick Long, Jesus Huerta de Soto.

## Anarchokapitalizm a anarchizm indywidualistyczny
Tezy anarchokapitalistów są prima facie podobne do tez amerykańskich anarchoindywidualistów. Podobieństwa te bywają argumentem za uznaniem anarchokapitalizmu za odłam szeroko rozumianego anarchizmu. Jednakże takie ujęcie często pomija istotne różnice między tymi dwoma nurtami politycznymi.
Anarchoindywidualiści, w odróżnieniu od anarchokapitalistów, nigdy nie odrzucili laborystycznej teorii wartości. Co najwyżej, jak ma to miejsce w wypadku Kevina Carsona, została ona „uwspółcześniona”.
Anarchiści indywidualistyczni często mieli też inne zapatrywania na własność ziemską, wspierając w tej kwestii tzw. „własność użytkową”. Nie jest jasne, jak w tym wypadku należy ją rozumieć – Kevin Carson zwraca uwagę, że klasyk anarchoindywidualizmu, Benjamin Tucker, w różnych wypowiedziach wahał się, czy opłaty za korzystanie z budynku są dopuszczalne, czy już są formą lichwy (jednoznacznej w zasadzie z podatkiem). Jednocześnie radykałowie amerykańscy, jak Josiah Warren (uważany za twórcę mutualizmu równoległego do Proudhona), czy Lysander Spooner, zaliczani często w poczet anarchoindywidualistów, byli zdeklarowanymi zwolennikami prywatnej własności ziemskiej w takim samym zakresie, jak anarchokapitaliści (choć Warren uważał, że handel nieużywaną ziemią może odbywać się tylko, gdy sprzedawana jest po kosztach jej przekształcenia). Niektórzy anarchokapitaliści (np. Per Bylund) skłaniają się ku koncepcjom własności, zbliżonym do anarchoindywidualistycznej.
Od anarchokapitalistów, indywidualistów anarchistycznych odróżnia też sprzeciw wobec kapitalizmu. Jednak anarchoindywidualistyczna definicja tego pojęcia różni się od współczesnej definicji – kapitalizmem nazywali anarchoindywidualiści coś innego od systemu swobodnej wymiany handlowej opartej na silnych prawach własności prywatnej – kapitalizm dla anarchoindywidualistów był systemem opartym na państwowych przywilejach przyznanych części posiadaczy (cła, prawa autorskie, prawa własności do niezasiedlonej ziemi).
Anarchokapitaliści nie negują systemu ekonomicznego, jakim jest kapitalizm, jak robili to anarchoindywidualiści. Są zwolennikami skrajnie wolnego rynku, który będzie regulował wszystkie mechanizmy. Odwołują się w tym punkcie do koncepcji niewidzialnej ręki rynku (która jest mylnie przypisywana Adamowi Smithowi).
Anarchokapitaliści podzielają poglądy anarchistów w kwestii państwa – nie dopuszczają jego istnienia. W związku z tym jego zniknięcie pozwoli na stworzenie w pełni nieregulowanego, a więc wolnego rynku, na którym świadome, racjonalne oraz nieagresywne jednostki będą dokonywać swoich wyborów w oparciu o własne potrzeby i preferencje. Jednocześnie zadziała tu podstawowe prawo ekonomiczne popytu i podaży. Jeśli ludzie będą potrzebować danego produktu lub usługi, to rynek (a dokładniej inni ludzie) ich dostarczy. W ten sposób nic nie stoi na przeszkodzie, by ludzie nawzajem świadczyli sobie usługi, włącznie z takimi sferami jak policja, sądownictwo czy obrona terytorium przed zewnętrznym agresorem. Prywatne podmioty będą w stanie dostarczyć każdy rodzaj usługi i produktu. Kapitalizm jest postrzegany jako samoregulujący się system, dążący do naturalnej równowagi i eliminujący nierówności, wytwarzane przez współczesne państwo[niewiarygodne źródło?].

## Kontrowersje
Zarówno w swoich społecznych, jak i indywidualistycznych formach anarchizm jest zwykle uważany za antykapitalistyczny i radykalnie lub skrajnie lewicowy ruch, który promuje wolnościowo-socjalistyczne teorie ekonomiczne, takie jak kolektywizm, komunizm, indywidualizm, mutualizm i syndykalizm. Ponieważ anarchizm jest zwykle opisywany obok libertariańskiego marksizmu jako wolnościowe skrzydło ruchu socjalistycznego i jako mający historyczny związek z antykapitalizmem i socjalizmem, anarchiści uważają, że kapitalizm jest nie do pogodzenia z równością społeczną i ekonomiczną, a zatem nie uznają anarchokapitalizmu za anarchistyczną szkołę myślenia. W szczególności zwraca się uwagę, że transakcje kapitalistyczne nie są dobrowolne i utrzymanie struktury klasowej społeczeństwa kapitalistycznego wymaga przymusu, który jest nie do pogodzenia ze społeczeństwem anarchistycznym. Używanie termin libertarianizm jest również przedmiotem sporu. Chociaż używali go zarówno anarchiści, jak i anarchokapitaliści, libertarianin był synonimem anarchisty aż do połowy XX wieku, kiedy rozwinęła się teoria anarchokapitalistyczna.
Anarchokapitalistów odróżnia od dominującej tradycji anarchistycznej stosunek do własności i kapitału. Podczas gdy zarówno anarchizm, jak i anarchokapitalizm podzielają ogólną niechęć do władzy państwowej, to w przypadku drugiego wyłącza się władzę sprawowaną przez kapitalizm wolnorynkowy. Anarchiści, w tym egoiści tacy jak Max Stirner, opowiadali się za ochroną wolności jednostki od władzy zarówno państwowej, jak i prywatnych właścicieli. W przeciwieństwie do tego, potępiając wkraczanie przez państwo w wolności osobiste, anarchokapitaliści definiują wolność opartą na prawach własności prywatnej, np. Murray Rothbard argumentował, że protestujący powinni wynająć ulice na protest od jej właścicieli.
Ponieważ anarchokapitalizm przedkłada ekonomię leseferyzmu ponad równość ekonomiczną, jest powszechnie postrzegany jako niezgodny z antykapitalistyczną i egalitarną tradycją anarchizmu. Chociaż teoria anarchokapitalistyczna zakłada zniesienie państwa na rzecz w pełni leseferystycznej gospodarki, leży poza tradycją anarchizmu. Anarchokapitalizm podziela jedynie antypatię anarchizmu wobec państwa, a nie antypatię do instytucjonalnej hierarchii w ogóle. Wynika z innego paradygmatu niż anarchizm i ma zasadniczo inne podejście oraz cele. Pomimo członu anarcho-, ideologia anarchokapitalizmu jest ściślej powiązana z kapitalizmem i prawicowym libertarianizmem niż z anarchizmem. Niektórzy w ramach tradycji leseferystycznej odrzucają określenie anarchokapitalizmu, wierząc, że kapitalizm może odnosić się albo do rynku leseferyzmu, który wspierają, albo do systemu regulowanego przez państwo, któremu się sprzeciwiają.
Anarchokapitalizm jest na ogół postrzegany przez anarchistów, którzy odrzucają pojęcie kapitalizmu, hierarchii i własności prywatnej, jako oszustwo i oksymoron. Albert Meltzer argumentował, że anarchokapitalizm po prostu nie może być anarchizmem, ponieważ kapitalizm i państwo są ze sobą nierozerwalnie powiązane i kapitalizm wykazuje dominujące struktury hierarchiczne, takie jak między pracodawcą a pracownikiem. Anna Morgenstern podchodzi do tego tematu z przeciwnej perspektywy, argumentując, że anarchokapitaliści nie są tak naprawdę kapitalistami, ponieważ „masowa koncentracja kapitału jest niemożliwa” bez państwa. Według Jeremy’ego Jenningsa, „trudno nie stwierdzić, że te idee”, choć głoszą, że posiadają „korzenie głęboko w klasycznym liberalizmie” bardziej niż w anarchizmie, „są opisywane jako anarchistyczne wyłącznie na podstawie podstawa niezrozumienia tego, czym jest anarchizm”. Dla Jenningsa „anarchizm nie oznacza nieskrępowanej wolności jednostki (jak zdają się wierzyć „anarchokapitaliści”), ale, jak już widzieliśmy, rozszerzenie indywidualności i wspólnoty”. Podobnie Barbara Goodwin, emerytowana profesor politologii na University of East Anglia w Norwich, twierdzi, że „prawdziwe miejsce anarchokapitalizmu jest w grupie prawicowych libertarian”, a nie w anarchizmie.
Chociaż zarówno anarchizm, jak i anarchokapitalizm są w opozycji do państwa, to stanowi element niewystarczający, ponieważ anarchiści i anarchokapitaliści inaczej interpretują odrzucenie państwa. Według Ruth Kinna, anarchokapitaliści są antyetatystami, którzy bardziej czerpią z prawicowej teorii liberalnej i szkoły austriackiej niż z tradycji anarchistycznych. Kinna pisze, że „[w] celu podkreślenia wyraźnego rozróżnienia między tymi dwoma stanowiskami” anarchiści opisują anarchokapitalistów jako „propertarian”. Anarchokapitalizm jest zwykle postrzegany jako część Nowej Prawicy.

### Hierarchia
Częstym argumentem anarchistów przeciwko anarchokapitalizmowi jest fakt, że anarchiści sprzeciwiają się nie tylko państwu jako takiemu, ale także hierarchii i dominacji. Kapitalizm, zdaniem anarchistów, ze swej natury tworzy hierarchiczne stosunki społeczne i dąży do dominacji ze strony największych graczy na rynku (głównie korporacji). Tak więc ich zdaniem, anarchokapitalizm to oksymoron.
Niektórzy anarchokapitaliści często odpierają ten zarzut, powołując się na anarchoindywidualistę Carsona – twierdzą, że problem kalkulacji ekonomicznej uniemożliwia nadmierny rozrost i hierarchizację firm na wolnym rynku, a dzisiejsze wielkie korporacje są ich zdaniem sztucznie chronione poprzez wsparcie ze strony państwa (dotacje, koncesje, zlecenia rządowe itp.).